# 大浦彩瑛
大浦 彩瑛（おおうら さえ、1995年10月8日 - ）は、女子競輪選手。京都府京田辺市出身。日本競輪選手会神奈川支部所属、ホームバンクは川崎競輪場。日本競輪選手養成所（以下、養成所）第126期生。師匠は福田知也（88期）。既婚。

## 来歴
きょうだいは、6歳上の姉と、4歳上の兄。幼い頃から水泳や体操で体を動かし、小学生の頃はハンドボールをやっていたが、走るのが速かったこともあり、中学生になると陸上競技を始める。高校は陸上競技の強豪であった西城陽高校に進学、その時栄養学に興味を持ったことから大学は武庫川女子大学に進学し、食物栄養学を専攻。卒業後は上京し航空関連（機内食製造）の企業に就職。社会人を3年経験し、今の夫と結婚する。そして26歳の時、転職を考えていた時にインターネットで検索したところガールズケイリンを知り一念発起、「直感が働いて」競輪選手を目指すようになる。元々自転車は好きで大学生の時にクロスバイクを買っていたこともあり、就職する際も京都の実家から4日間ほどかけて上京したほどであった。また社会人時代には東京から仙台まで自転車で行ったこともあるほか、夫との初デートは片道2時間かけてカレーを食べに行ったことだったという。
ガールズケイリンのことを知らなかった夫からは当初驚かれたが、のち理解を得られたことから第124回養成所選手候補生入所試験を適性試験で受験するも、ワットバイクでの練習はしたことがなかったため二次試験で失敗し不合格となる。それから仕事を辞め1年間はトレーニングとアルバイトを続け、2023年1月19日、第126回養成所選手候補生入所試験（適性受験）に合格。126期生の中では唯一の既婚者であった。
在所中は滝澤所長が注目した選手のみを集めた「T教場」で鍛え上げられ、第3回記録会ではゴールデンキャップを獲得。卒業式直前に行われた卒業記念レースでは、予選2走を3着・2着で勝ち上がるも決勝戦は6着。卒業記念レースも含めた在所中の競走訓練成績は、14勝で8位。
2024年5月3日、富山FII（ルーキーシリーズ）でデビュー、デビュー戦で初勝利。同年は126期の中で10番目となる522万3800円の賞金を獲得した。
2025年3月7日、岐阜FII（ナイター）で初優勝。